# 今道子
今 道子（こん みちこ、1955年8月11日 - ）は、日本の写真家。神奈川県鎌倉市生まれ。1978年、創形美術学校版画科卒業後、東京写真専門学校を中退。
魚や野菜や衣類をつかい、『いなだの頭と桃と上皿天秤』『烏賊の内臓と眼球と生イクラ』『こはだのブラジャー』などを撮影する。
1992年にはケンブリッジのリスト・ヴィジュアル・アートセンターにて個展を開催した。

## 受賞歴
- 1984年、神奈川県美術展美術奨学会賞
- 1987年、第3回東川賞新人作家賞
- 1991年、第16回木村伊兵衛写真賞

## 主な写真集
- 『EAT』1987年、ザ・アートワークスコミッティ